# 10 000 meter för damer i friidrott vid olympiska sommarspelen 2004
10 000 meter damer vid Olympiska sommarspelen 2004 genomfördes vid Atens olympiska stadion den 27 augusti.

## Medaljörer
| Event        | Guld            | Guld     | Silver                    | Silver   | Brons                 | Brons    |
| 10 000 meter | Huina Xing Kina | 30.24,36 | Ejegayehu Dibaba Etiopien | 30.24,98 | Derartu Tulu Etiopien | 30.26,42 |

## Resultat
Alla tider visas i minuter och sekunder.

- Q innebär avancemang utifrån placering i heatet.
- q innebär avancemang utifrån total placering.
- DNS innebär att personen inte startade.
- DNF innebär att personen inte fullföljde.
- DQ innebär diskvalificering.
- NR innebär nationellt rekord.
- OR innebär olympiskt rekord.
- WR innebär världsrekord.
- WJR innebär världsrekord för juniorer
- AR innebär världsdelsrekord (area record)
- PB innebär personligt rekord.
- SB innebär säsongsbästa.

| Placering | Idrottare                 | Tid      |    |
| --------- | ------------------------- | -------- | -- |
|           | Huina Xing (CHN)          | 30.24,36 | PB |
|           | Ejegayehu Dibaba (ETH)    | 30.24,98 | PB |
|           | Derartu Tulu (ETH)        | 30.26,42 | SB |
| 4         | Werknesh Kidane (ETH)     | 30.28,30 |    |
| 5         | Lornah Kiplagat (NED)     | 30.31,92 |    |
| 6         | Sun Yingjie (CHN)         | 30.54,37 | SB |
| 7         | Jeļena Prokopčuka (LAT)   | 31.04,10 | NR |
| 8         | Lidija Grigorjeva (RUS)   | 31.04,62 |    |
| 9         | Lucy Kabuu Wangui (KEN)   | 31.05,90 | PB |
| 10        | Helena Javornik (SLO)     | 31.06,63 | NR |
| 11        | Mihaela Botezan (ROU)     | 31.11,24 | NR |
| 12        | Kathy Butler (GBR)        | 31.41,13 |    |
| 13        | Megumi Oshima (JPN)       | 31.42,18 |    |
| 14        | Marie Davenport (IRL)     | 31.50,49 |    |
| 15        | Sabrina Mockenhaupt (GER) | 32.00,85 |    |
| 16        | Alice Timbilil (KEN)      | 32.12,57 |    |
| 17        | Sally Barsosio (KEN)      | 32.14,00 |    |
| 18        | Harumi Hiroyama (JPN)     | 32.15,12 |    |
| 19        | Elva Dryer (USA)          | 32.18,16 |    |
| 20        | Anikó Kálovics (HUN)      | 32.21,47 |    |
| 21        | Kate O'Neill (USA)        | 32.24,04 |    |
| 22        | Galina Bogomolova (RUS)   | 32.25,10 |    |
| 23        | Adriana Fernández (MEX)   | 32.29,57 |    |
| 24        | Benita Johnson (AUS)      | 32.32,01 |    |
| 25        | Haley McGregor (AUS)      | 33.35,27 |    |
| 26        | Kayoko Fukushi (JPN)      | 33.48,66 |    |
| 27        | Natalia Cherches (MDA)    | 34.04,97 |    |
| —         | Souad Aït Salem (ALG)     | DNF      |    |
| —         | Natalja Berkut (UKR)      | DNF      |    |
| —         | Paula Radcliffe (GBR)     | DNF      |    |
| —         | Fernanda Ribeiro (POR)    | DNF      |    |

## Rekord

### Världsrekord
- Junxia Wang, Kina - 29.31,78 - 8 september 1993 - Peking, Kina

### Olympiskt rekord
- Derartu Tulu, Etiopien – 30.17,49 - 30 september 2000 - Sydney, Australien

## Tidigare vinnare

### OS
- 1896 – 1984: Inga tävlingar
- 1988 i Seoul: Olga Bondarenko, Sovjetunionen – 31.05,21
- 1992 i Barcelona: Derartu Tulu, Etiopien – 31.06,02
- 1996 i Atlanta: Fernanda Ribeiro, Portugal – 31.01,63
- 2000 i Sydney: Derartu Tulu, Etiopien – 30.17,49

### VM
- 1983 i Helsingfors: Ingen tävling
- 1987 i Rom: Ingrid Kristiansen, Norge – 31.05,85
- 1991 i Tokyo: Liz Lynch-McColgan, Storbritannien – 31.14,31
- 1993 i Stuttgart: Junxia Wang, Kina – 30.49,30
- 1995 i Göteborg: Fernanda Ribeiro, Portugal – 31.04,99
- 1997 i Aten: Sally Barsosio, Kenya – 31.32,92
- 1999 i Sevilla: Gete Wami, Etiopien – 30.24,56
- 2001 i Edmonton: Derartu Tulu, Etiopien – 31.48,81
- 2003 i Paris: Berhane Adere, Etiopien – 30.04,18